# 克里斯蒂安·瓦茲奎茲
克里斯蒂安·拉斐爾·瓦茲奎茲（英語：Christian Rafael Vázquez，1990年8月21日—），為美國職棒大聯盟的捕手，目前效力於明尼蘇達雙城，他先前曾效力於紅襪與太空人兩隊。

## 職業生涯

### 波士頓紅襪

#### 2014年球季
7月9日，瓦茲奎茲登上大聯盟。他在7月11日擊出大聯盟首安，9月25日敲出大聯盟首轟。整季他出賽55場比賽，打擊率為2成40，並敲出1轟與20分打點。

#### 2015年球季
4月2日，瓦茲奎茲動了湯米約翰手術，導致球季報銷。

#### 2016年球季
這年他在3A出賽42場比賽，打擊率為2成70，並敲出2轟與16分打點。他在大聯盟出賽57場比賽，打擊率為2成27，敲出1轟與12分打點。

#### 2017年球季
這年瓦茲奎茲的打擊率為2成90，並敲出5轟與32分打點，另有7次盜壘。
8月1日，他面對印地安人敲出再見3分砲，最後紅襪12比10贏球。這場比賽也被認為是2017年最精彩的一場比賽。
他在分區賽6個打數敲出2支安打，不過紅襪最終輸給太空人。

#### 2018年球季
這年球隊讓桑迪·里昂成為先發捕手，瓦茲奎茲成為二號捕手。7月8日，他因為小指骨折而進入傷兵名單。瓦茲奎茲在8月底於2A和3A進行復健賽，之後他在9月1日重返大聯盟。整季他的打擊率為2成07，敲出3轟與16分打點。季後賽方面，他出賽12場比賽擊出8支安打，最終紅襪順利拿下世界大賽冠軍。

#### 2019年球季
這年他和Blake Swihart成為紅襪主要的先發捕手，不過Swihart之後在季中被交易。6月21日，瓦茲奎茲敲出再見2分砲，幫助紅襪逆轉勝藍鳥。該年他出賽138場比賽為生涯新高，打擊率為2成76，並敲出23轟與72分打點。他的守備率9成99為全大聯盟捕手最高，因此他也進入金手套獎的決選名單內。

#### 2020年球季
這年他出賽47場比賽，打擊率為2成83，並敲出7轟與23分打點。不過這年他的被盜壘數為全大聯盟最多的21次，在他接捕時，投手丟出16次暴投也是全大聯盟之最。

#### 2021年球季
這年瓦茲奎茲回歸成為球隊主戰捕手。他在美聯分區賽第三戰13局下敲出再見全壘打，幫助紅襪6比4贏球。

## 個人生活
深受莫里納三兄弟的影響，使得瓦茲奎茲也成為一名捕手。而他於2018年結婚。

## 外部連結
- 球員資訊和成績在MLB ，ESPN ，Baseball Reference ，Fangraphs ，The Baseball Cube ，Baseball Reference (Minors) ，Retrosheet （英文）